# Petsamo kloster

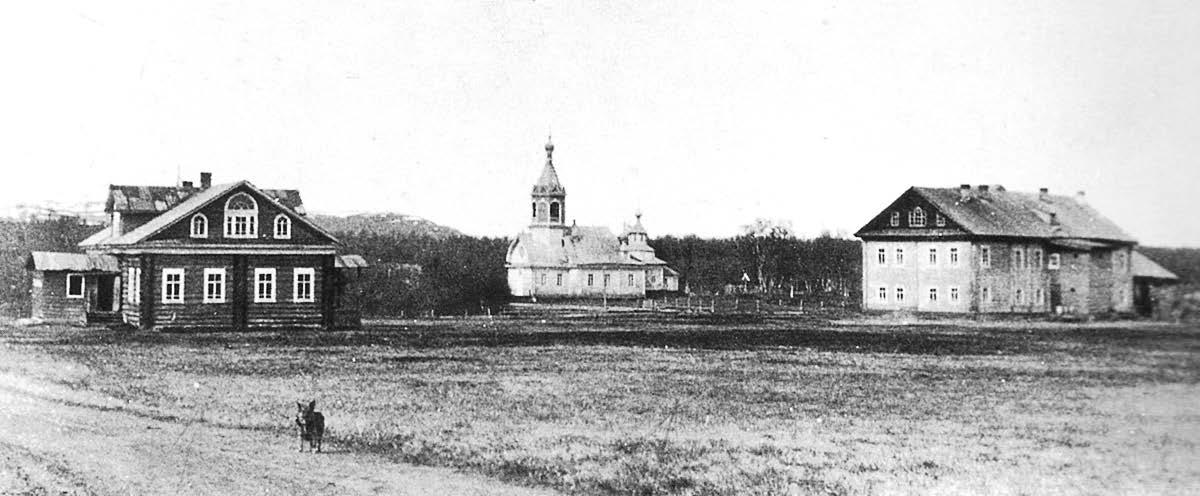
Petsamo kloster (nedre klostret) i Petjenga i början av 1900-talet

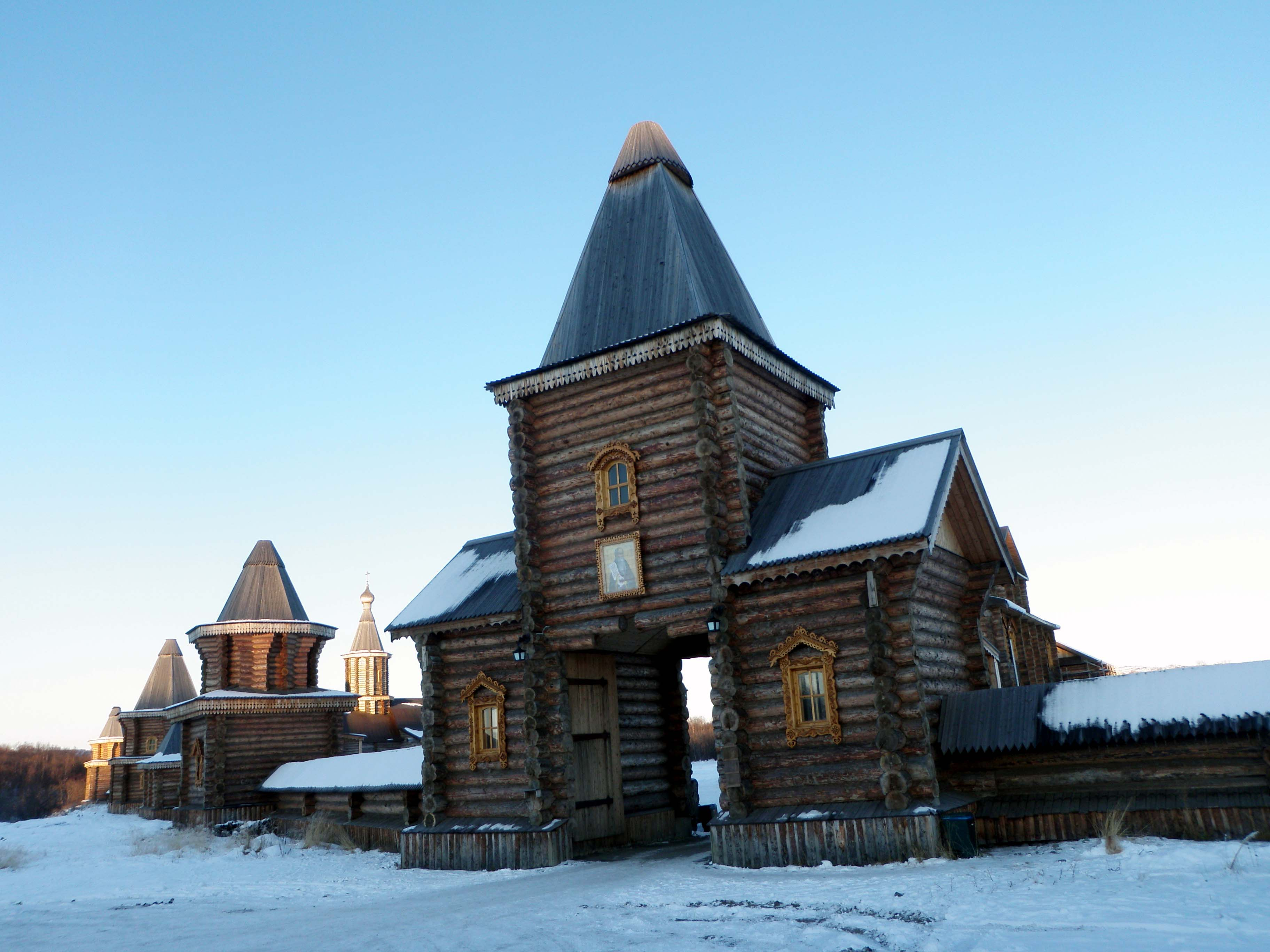
Porten till Petsamo kloster, 2014

Petsamo kloster (ryska: Печенгский монастырь, finska: Petsamon luostari) är ett ryskt-ortodoxt kloster i orten Petsamo i Petsamoområdet i Ryssland. Det grundades 1533 av Trifon den helige vid vad som numera är orten Luostari ("Kloster") vid Petsamoälven strax nedströms dagens ort Petjenga.
Trifon den helige, som var en munk från Novgorod, önskade, efter inspiration från Solovetskijklostrets kristningsarbete, att omvända de lokala skoltsamerna till kristendom, och att visa hur tron kunde blomstra också i denna ödsliga geografiska miljö. Hans exempel följdes av många andra ryska munkar, och 1572 fanns omkring 50 munkar och 200 lekmannabröder i Petsamo kloster.
Sex år efter Trifon den heliges död 1583 blev klostret, som var byggt i trä, plundrat och nedbränt av svenskarna. Angreppet den 25 december 1589 krävde 51 munkars och 65 lekmannabröders liv, och innebar slutet för Trifon den heliges kloster i Petsamo. Den svenska aktionen kan ha letts av den finske bondehövdingen Pekka Vesainen, som tidigare samma år lett en annan plundringsexpedition till Kolahalvön. Dessa plundringar var en del av det nordiska tjugofemårskriget 1570–1595.
År 1591 beordrade tsar Fjodor I att klostret skulle återuppbyggas i närheten av staden Kola, men det nya klostret brann ned 1619. Även om det nästföljande Petsamo kloster så småningom flyttades till själva staden Kola, så hade den så få munkar att Heliga synoden 1764 beslöt att det skulle upplösas.  
Till följd av att den ryska koloniseringen av Kolahalvön tog fart i slutet av 1800-talet, återupprättades Petsamo kloster på sin ursprungliga plats 1886. Före den ryska  revolutionen bestod det av det övre klostret, till minne av Trifon den heliges och de 116 martyrernas gravar från angreppet 1589, och det nyare och större nedre klostret nedströms, i Petjenga, nära Petsamofjorden.
Klostret fortsatte att blomstra efter det att Petsamo blev en del av Finland 1920. Vid slutet av fortsättningskriget 1944 erövrades Petsamo av Sovjetunionen. Munkarna evakuerades till Valamo nya kloster i södra Finland, där de behöll sin självständighet till 1984, då den sista av dem dog vid 110 års ålder. Klosterbyggnaderna hade ödelagts under kriget, men den rysk-ortodoxa kyrkan beslöt 1997 att Petsamo kloster skulle återupprättas.

## Bildgalleri

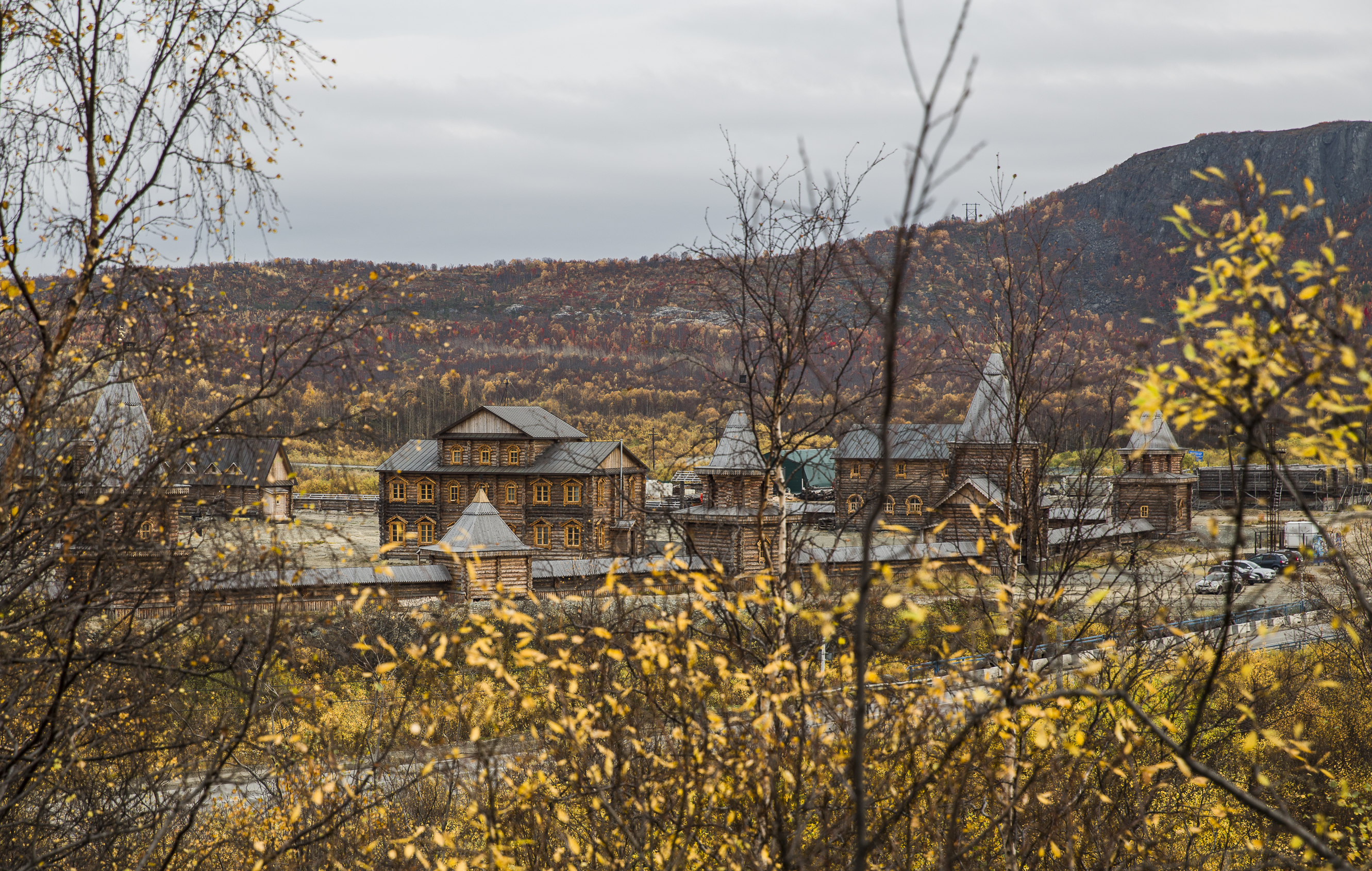
Petsamo kloster 2015
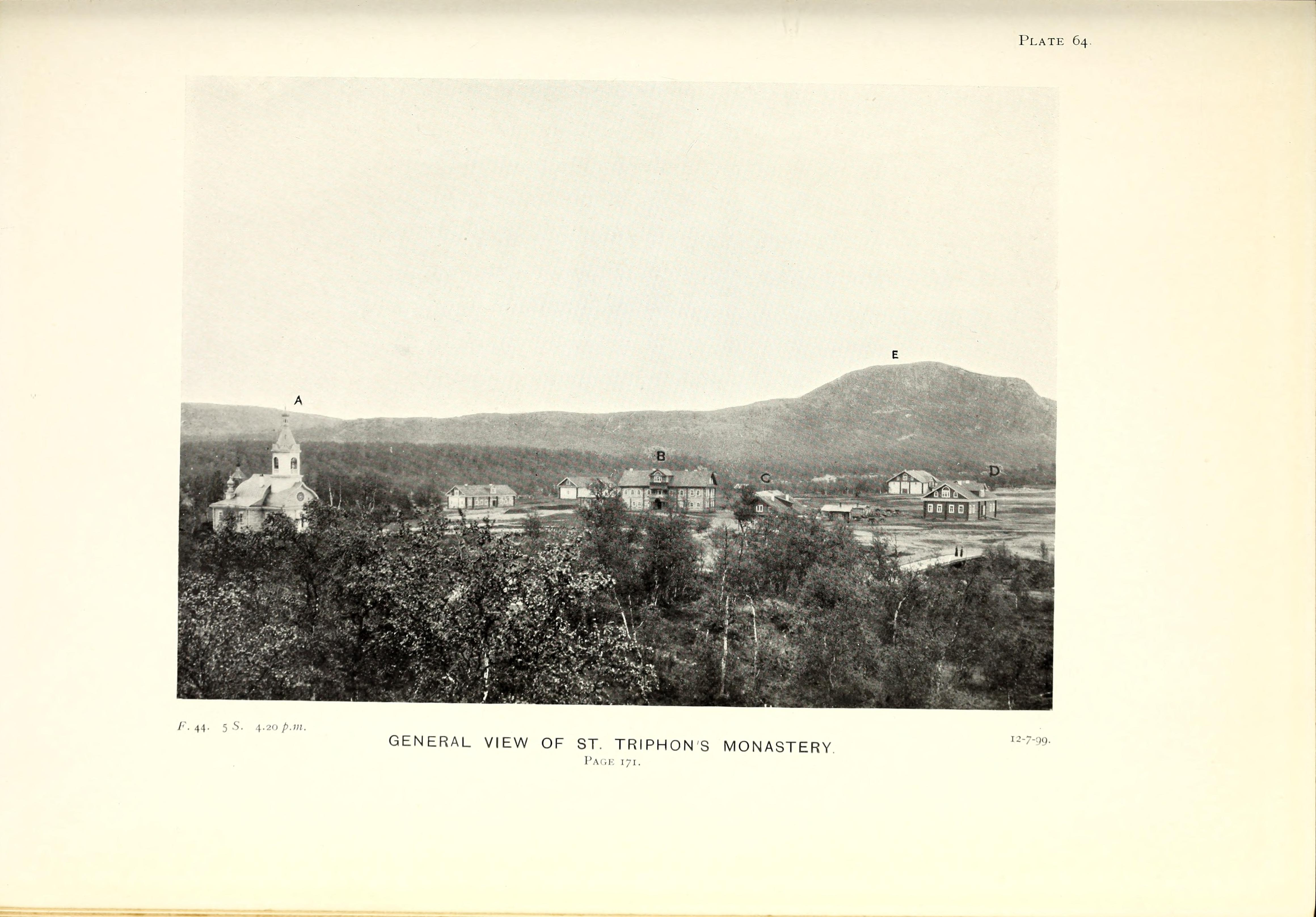
Petsamo kloster omkring 1903
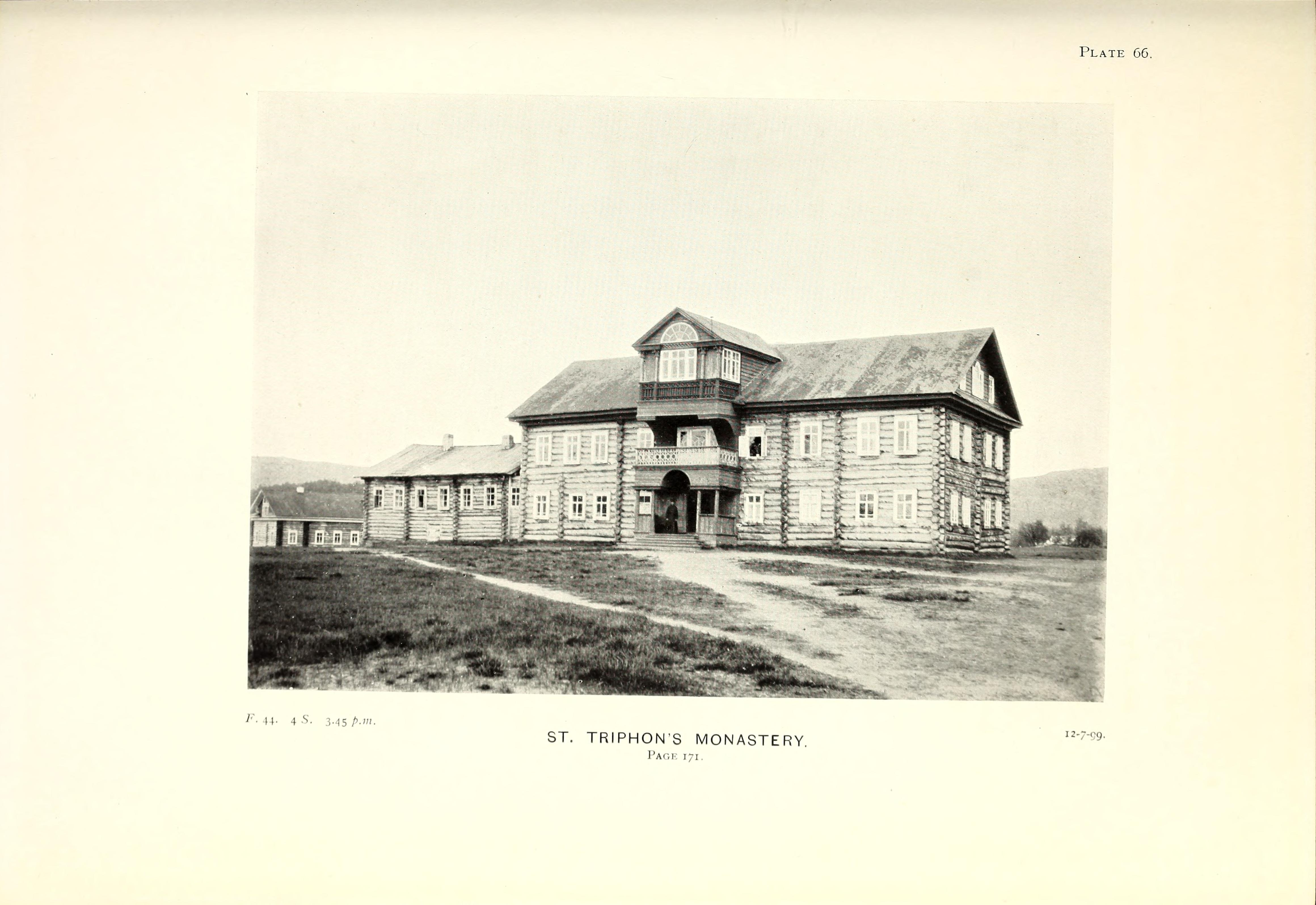
Klosterbyggnaden omkring 1903